# بيدرو مونزون
بيدرو مونزون (بالإسبانية: Pedro Monzón) (مواليد 23 فبراير 1962) هو لاعب كرة قدم. يلعب مع منتخب الأرجنتين لكرة القدم. سبق له أن لعب في كأس العالم لكرة القدم مع منتخب بلاده.

## روابط خارجية
- بيدرو مونزون على موقع الاتحاد الدولي (مؤرشف)  (الإنجليزية)
- بيدرو مونزون على موقع الاتحاد الأوربي (الإنجليزية)
- بيدرو مونزون على موقع قاعدة بيانات كرة القدم.إي يو (الإنجليزية)
- بيدرو مونزون على موقع ناشيونال فوتبول تيمز (الإنجليزية)
- بيدرو مونزون على موقع Soccerway.com (الإنجليزية)
- بيدرو مونزون على موقع عالم كرة القدم.نت (الإنجليزية)
- بيدرو مونزون على موقع أوليمبيديا (الإنجليزية)